# 富蘭克林礦區 (密歇根州)
富蘭克林礦區（英語：Franklin Mine）是位於美國密歇根州霍頓縣富蘭克林鎮區及昆西鎮區的一個非建制地區。

## 地理
富蘭克林礦區所處的海拔為高於海平面361米（即1184英呎），而該地所採用的時區為UTC-5，即北美东部時區（EST）。同時該地設有夏令時間，為UTC-5調快一小時，即UTC-4（EDT）。